# قبة صغيرة

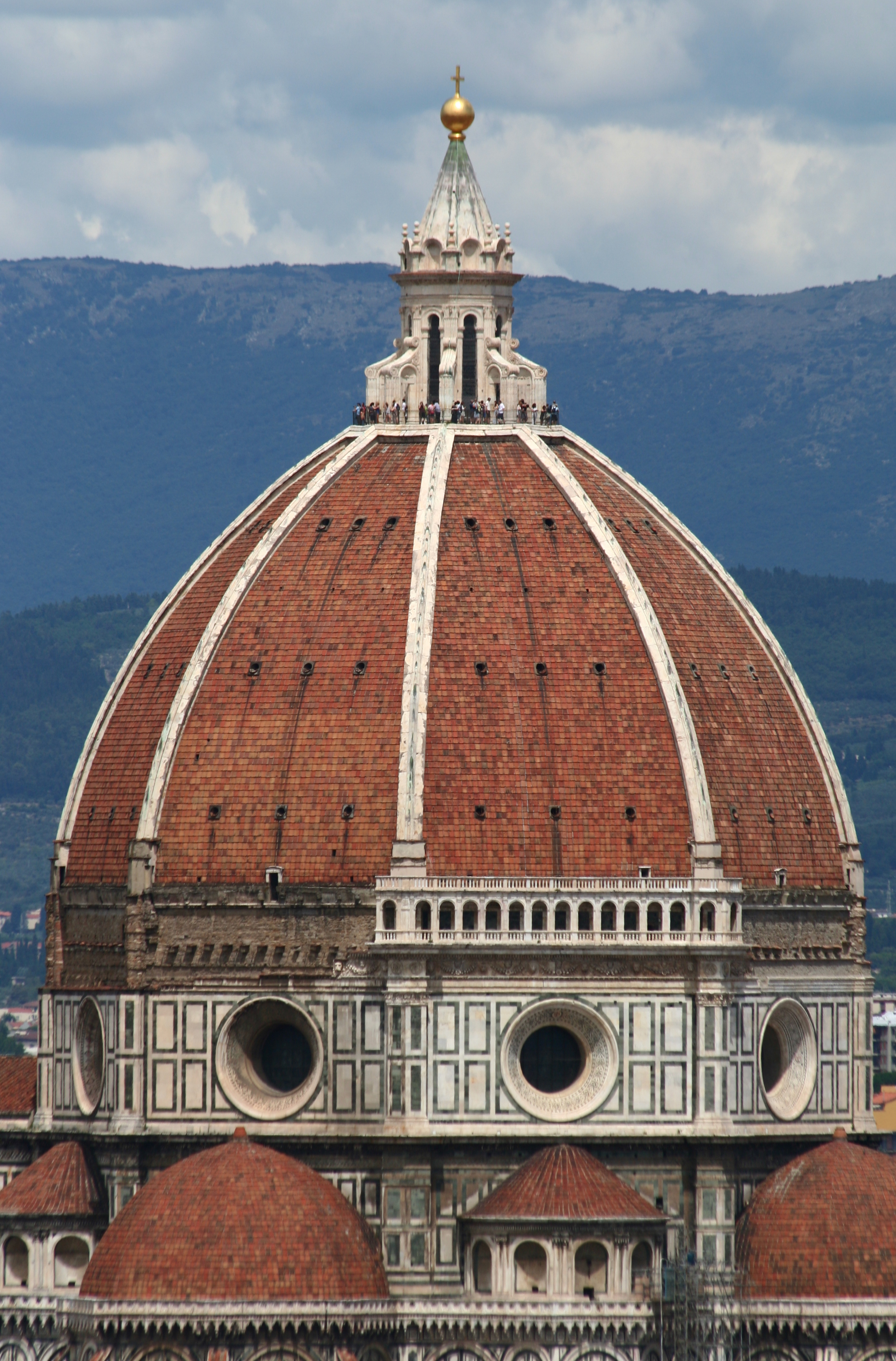
قبة كتدرئية القديس ماريا الفيورية المعروفة أيضًا باسم دومو ، في إفلورنسة بإيطاليا ، والتي تضم قبة صغيرة.

القُبَّة أو القُبَّة الصغيرة في الهندسة المعمارية هيكلٌ طويل مرتفع نسبيًا يشبه القبة يكون أعلى المبنى. تُبنى لإتاحة المراقبة أو للسماح بدخول الضوء والهواء وعادة ما يتوج سقفًا أكبر أو قبة.

## الصور

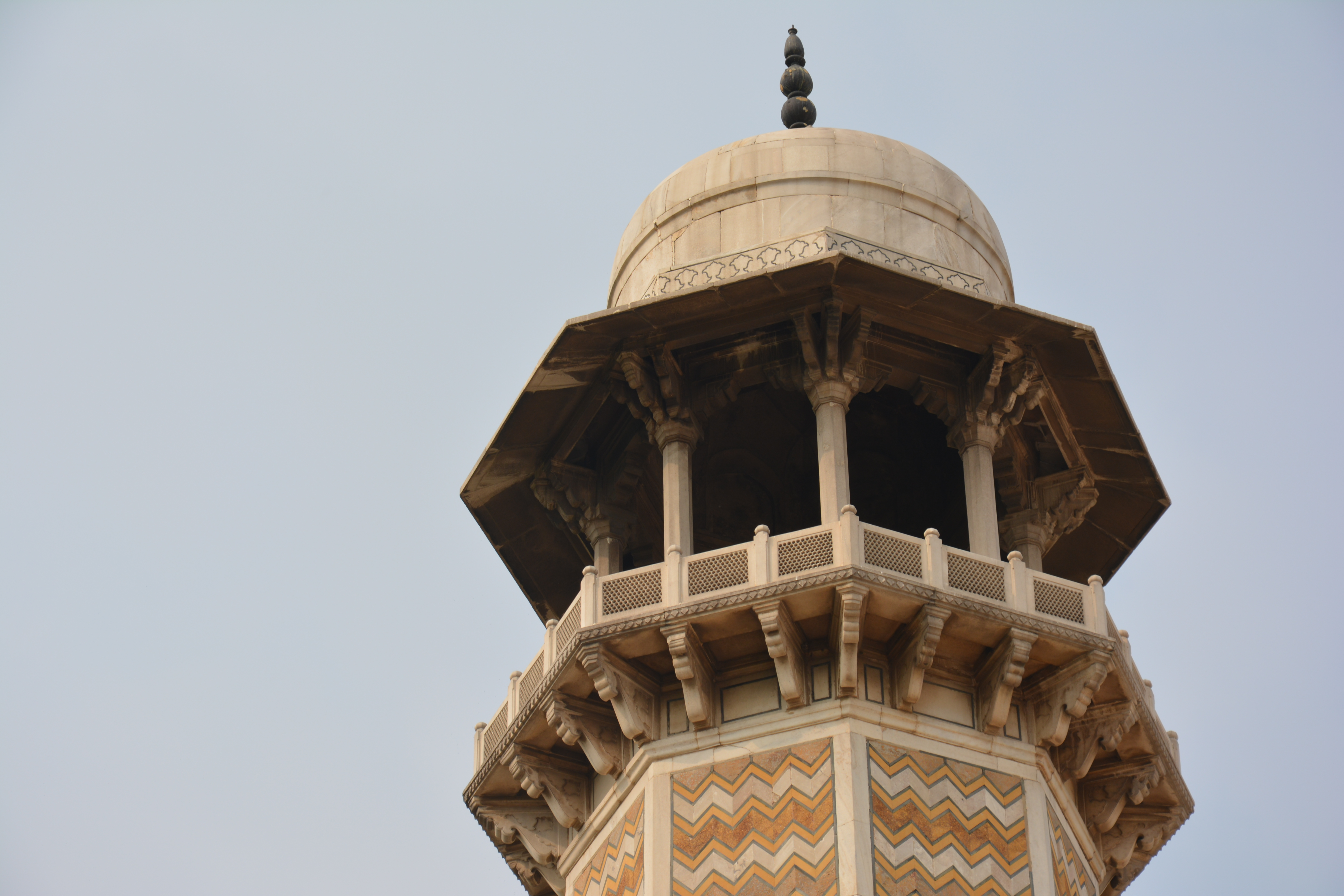
قباب من الرخام الأبيض تغطي مآذن مقبرة جهانكير في لاهور في باكستان
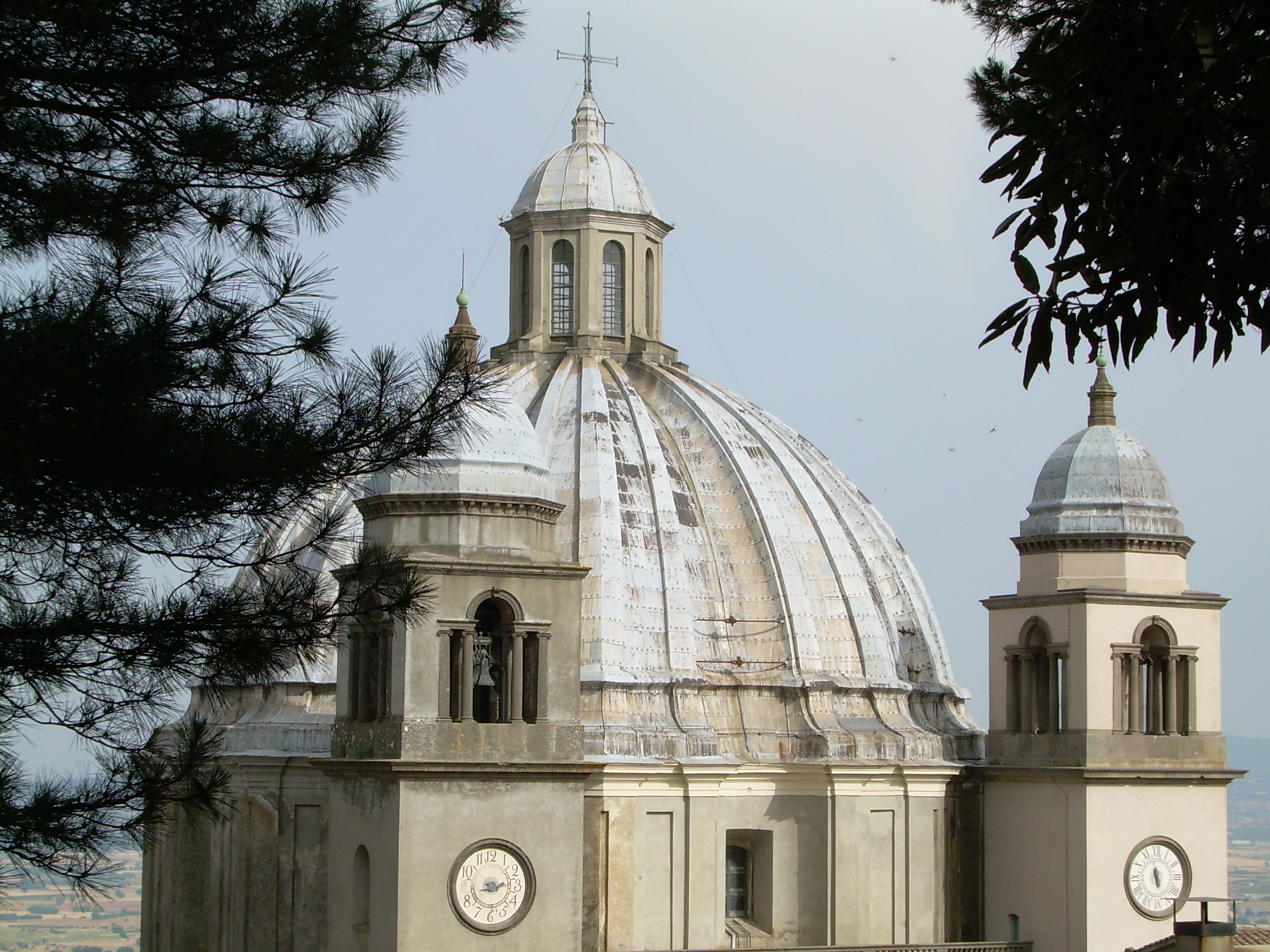
قباب على أبراج كتدرائية مُنتِفِيَسكون في إيطاليا.
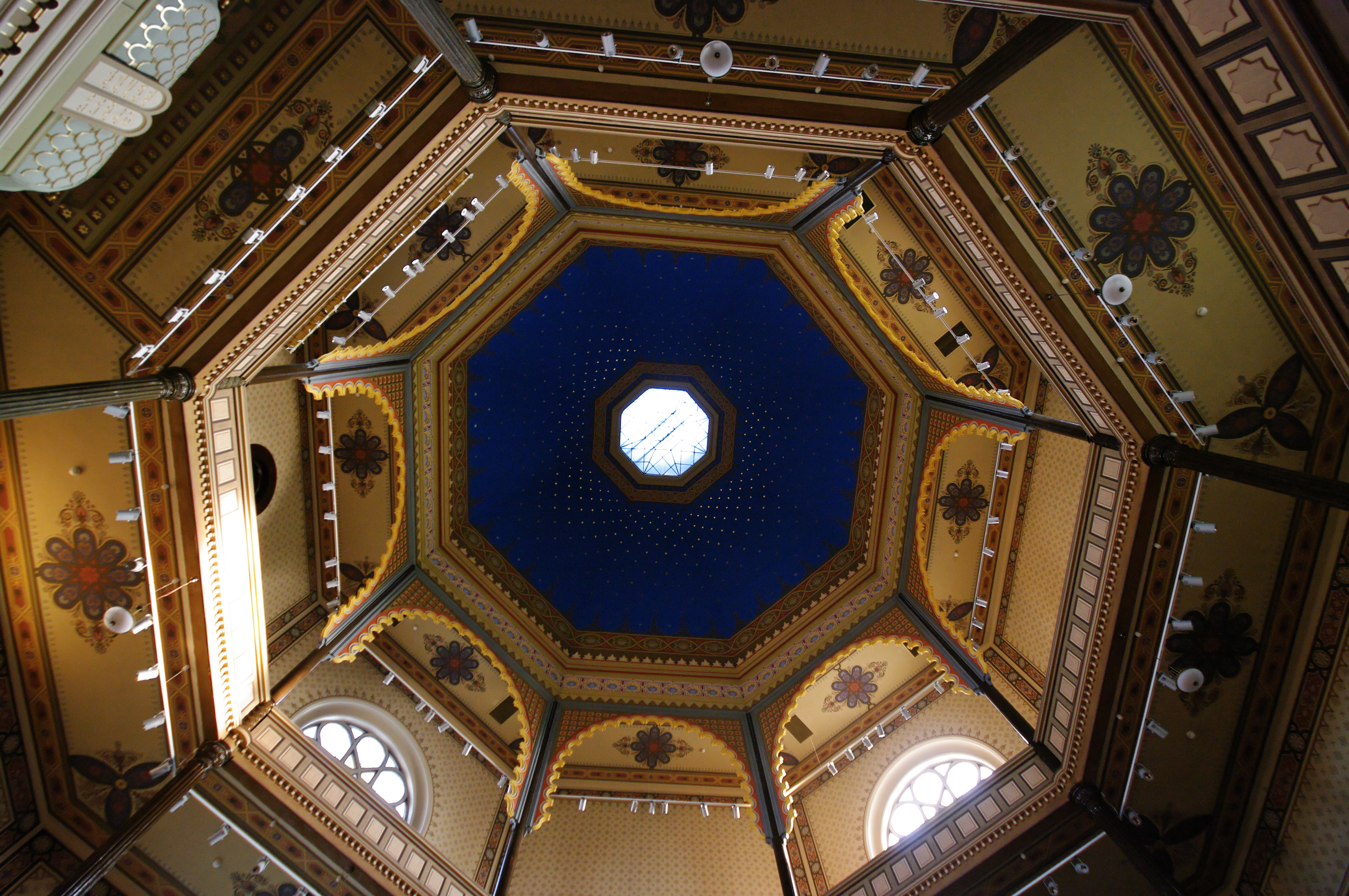
داخل سقف قبة في كنيس جيور القديم ، المجر.
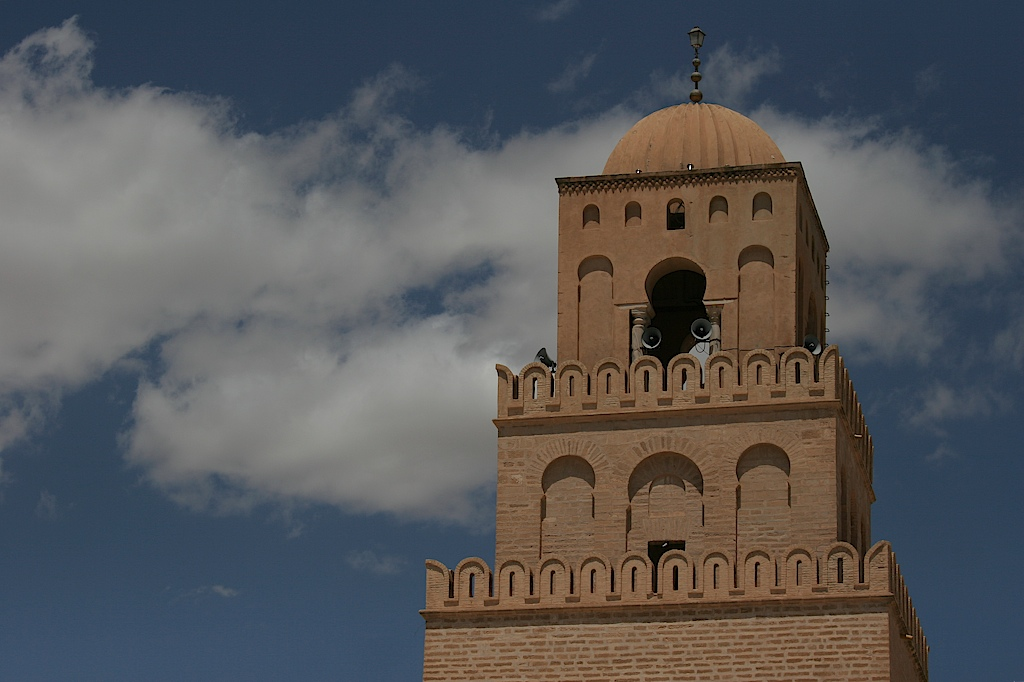
قبة مضلعة تتويج مئذنة مسجد عقبة بالقيروان ، تونس.
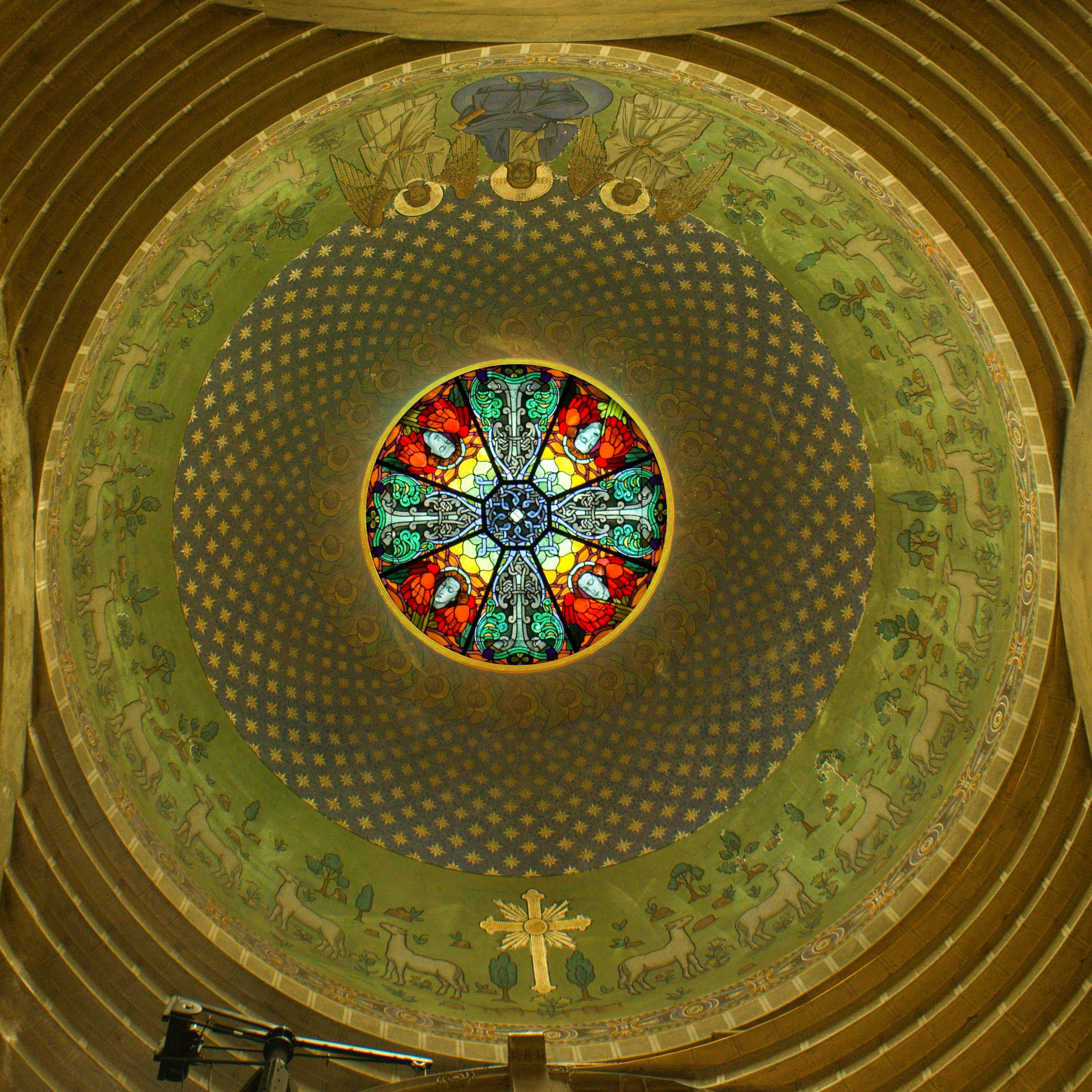
داخل قبة كنيسة الأرمن الأرثوذكس في لفيف في أوكرانيا.
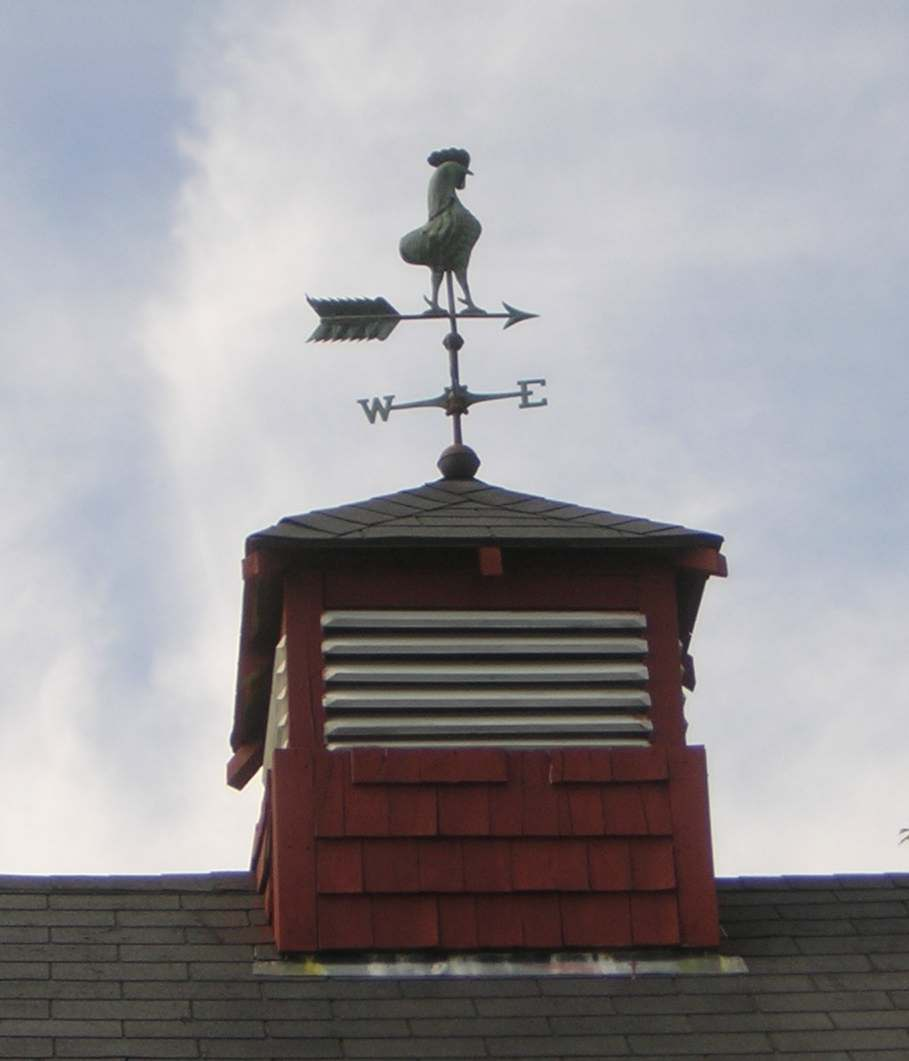
استخدمت القباب في بعض الحظائر القديمة للتهوية.
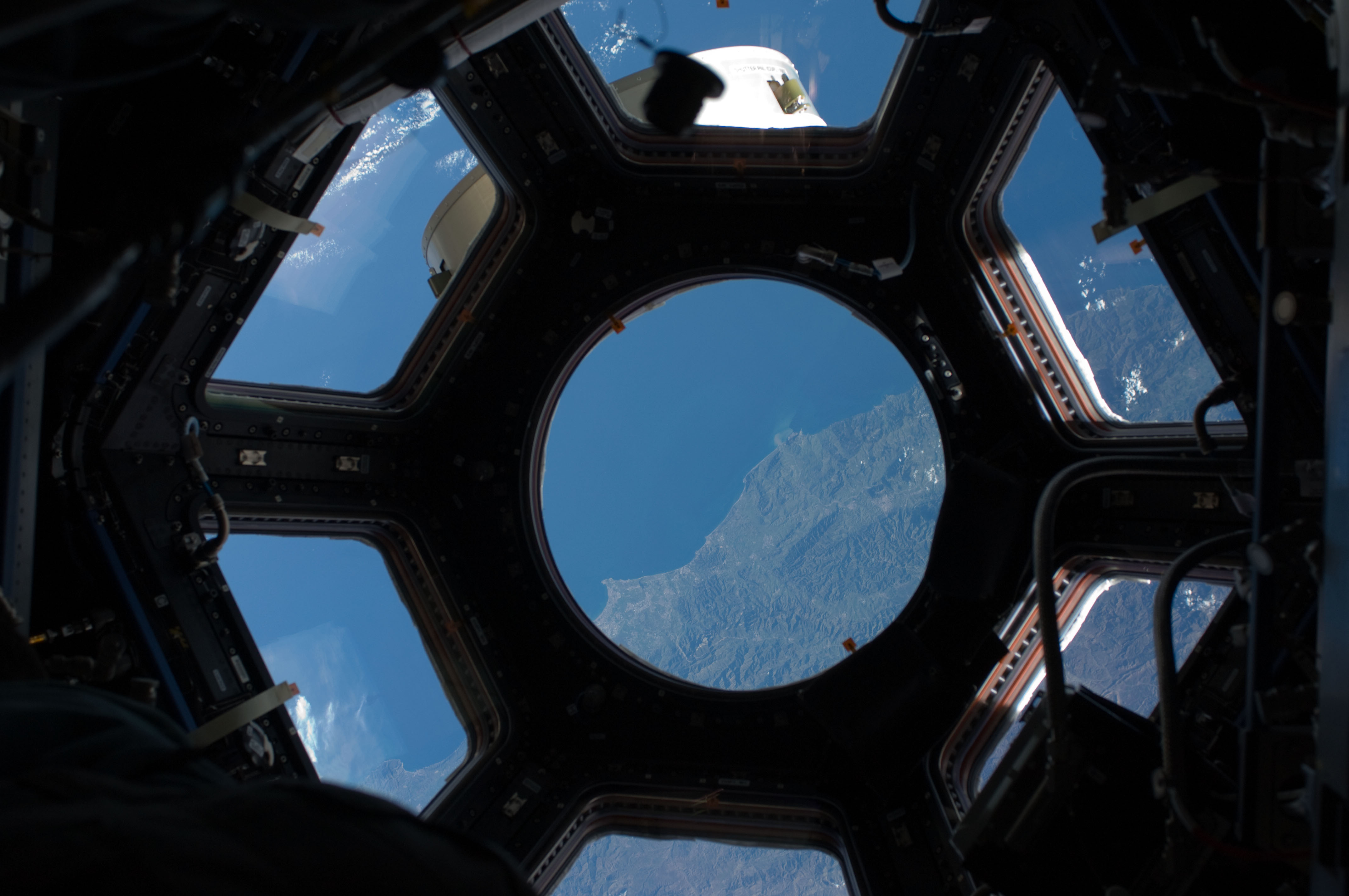
منظر من الداخل لوحدة Cupola في محطة الفضاء الدولية.
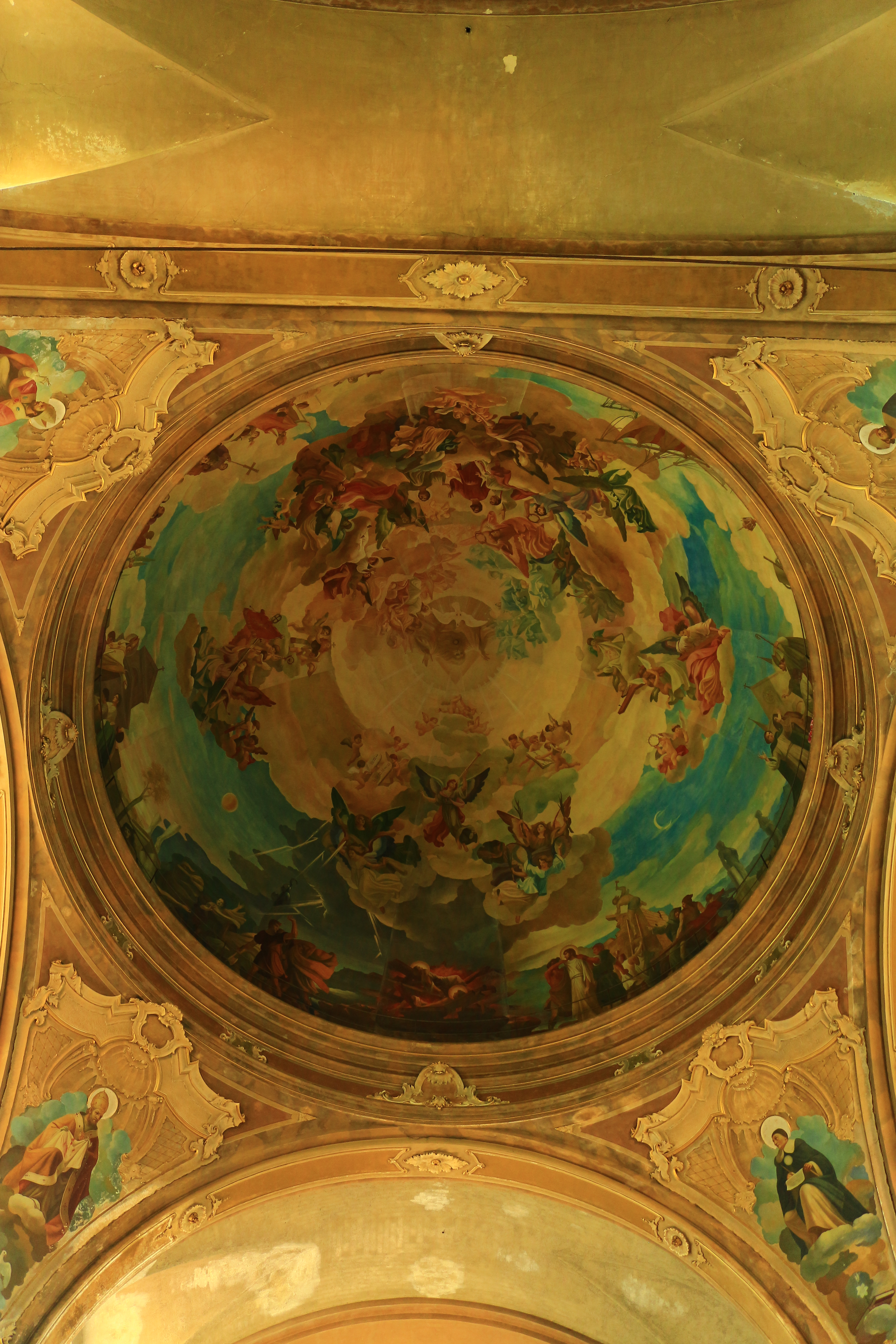
لوحة ترمبلوي لقبة في كنيسة في شمال إيطاليا في بريفيو
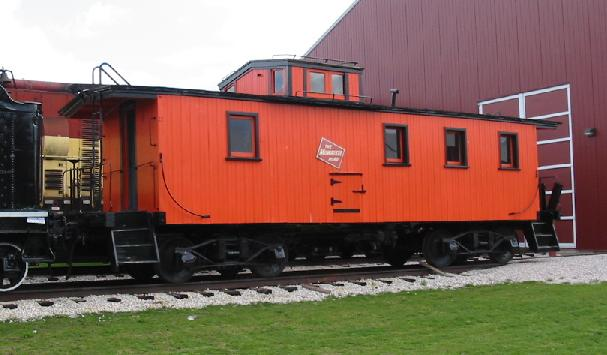
مذنب قطار على شكل قبة مع "مقعد ملاك" أعلاه